# Тодор Пейчев
Тодор Пейчев е български писател.

## Биография
Тодор Пейчев е роден на 18 ноември 1972 г. в София, България.
Шест години играе в самодейна куклена трупа към Профсъюзен дом на културата „Искър“ под ръководството на Стефанка Такева, където открива света на кукления и драматичен театър. А съприкосновението му чрез нея със Студия за игрални филми „Бояна“ открива и света на анимационното и игрално кино. Тези места му дават първоначален тласък в развитието му в изкуството, силно повлиян от артистичната атмосфера, както и от свободния дух и различното мислене на творците.
Завършва 23 ЕСПУ „Фредерик Жолио-Кюри“, където попада в една среда на учители и съученици отворени към съвременния свят и бунтари спрямо ограниченията. След което завършва двугодишна професионална специализация по киноизкуство към Школа по аудио-визуални изкуства „Славал – 7“ под ръководството на Слав Едрев, където изучава: операторство за кино и телевизия, режисура за кино и телевизия, актьорство за драматичен театър, журналистика и масови комуникации, история и теория на киното и телевизията, филмов и електронен монтаж, музика и звук в киното и телевизията, сценаристика, сценография и гримьорство. Неговите преподаватели: Георги Карайорданов, Анна Петкова, Милчо Милчев, Генчо Генчев, Божидар Манов, Борис Карадимчев, Ани Атанасова и Магдалена Караманова оказват силно влияние в неговото развитие както в изкуството, но така и като човек.

## Литературно творчество
Първата книга на Тодор Пейчев е автобиографичният роман „По-различен ли?! Не се препоръчва“, издаден през месец май на 2007 година от издателство Делакорт. Авторът не прави премиера при публикуването му. Притесненията, че разкрива в произведението живота си без задръжки и гей тематиката, няма да се приемат еднозначно от читателите и обществото оказват влияние за това решение. Също така свежда и до минимум интервютата за медии. През месец май 2017, по време на четвъртото книжно изложение „Литера Експо“ в Благоевград под наслова: „Десет години по-късно – една закъсняла премиера“ книгата е представена официално пред публика. Романът е преведен на френски език и е издаден под заглавието Ne cherchez pas à me ressembler ! Je suis un garçon très singulier… Преводач е Патрис Лукас, който е и литературен агент на произведението за Франция и целия френскоезичен свят. Романът е обект на внимание в няколко статии в България, Франция и Канада.
Сборникът разкази „Душата ми плаче за теб“ е втората му книга издаден през месец декември на 2015 година отново от издателство Делакорт. Премиерата му е направена през същия месец на същата година по време на четиресет и третия Софийски международен панаир на книгата в Национален дворец на културата. Сборникът съдържа разказите: Вси светии, Цветница, Нова година, Втори февруари, Рожден ден, Имен ден, Великден, Задушница, Бъдни вечер, Свети Валентин, както и етюда: Един ден / Последен ден и обръщение към читателите. Toi, le regret de mon âme е заглавието под, което е преведен на френски език и издаден.

## Литературен герой
Тодор Пейчев е литературен герой в разказа „Моето прекрасно момче“ от сборника разкази „Което си отива“ на Людмила Андровска. Преиздаден и в сборника разкази „Катерина Медичи от Горно Усойно“ на същата писателка. Авторката го въплащава  в героя Нико – гей мъж, чийто начин на живот се определя от сексуалната му ориентация и предпочитания към същия пол.